# One Crimson Night
One Crimson Night er et livealbum og DVD udgivet af det svenske power metalband HammerFall d. 17 oktober 2003 gennem Nuclear Blast. Albummet blev optaget til bandets show i Lisebergshallen Sverige. Udover showet fulgte også en del andet bonusmateriale med.

## Spor

### DVD
1. "Lore of the Arcane"
2. "Riders of the Storm"
3. "Heeding the Call"
4. "Stone Cold"
5. "Hero's Return"
6. "Legacy of Kings"
7. "Bas-Solo: Magnus Rosén"
8. "At the End of the Rainbow"
9. "The Way of the Warrior"
10. "The Unforgiving Blade"
11. "Glory to the Brave"
12. "Guitar solo: Stefan Elmgren"
13. "Let the Hammer Fall"
14. "Renegade"
15. "Steel Meets Steel"
16. "Crimson Thunder"
17. "Templars of Steel"
18. "Gold Album Award"
19. "Hearts On Fire"
20. "HammerFall"

### Bonusmateriae
1. On the Road dokumenar af Bosse Holmberg
2. Fotogalleri
3. Undertekster

### Disk 1
1. "Lore of the Arcane"
2. "Riders of the Storm"
3. "Heeding The Call"
4. "Stone Cold"
5. "Hero's Return"
6. "Legacy of Kings"
7. "Bas-solo: Magnus Rosén"
8. "At the End of the Rainbow"
9. "The Way of the Warrior"
10. "The Unforgiving Blade"
11. "Glory to the Brave"
12. "Guitar-solo: Stefan Elmgren"
13. "Let the Hammer Fall"

### Disk to
1. "Renegade"
2. "Steel Meets Steel"
3. "Crimson Thunder"
4. "Templars of Steel"
5. "Hearts On Fire"
6. "HammerFall"
7. "The Dragon Lies Bleeding" (Bonusspor)
8. "Stronger Than All" (Bonusspor)
9. "A Legend Reborn" (Bonusspor)

## Musikere
- Joacim Cans – Vokal
- Oscar Dronjak – Guitars, bagvokal
- Stefan Elmgren – Guitar, bagvokal
- Magnus Rosén – Bas
- Anders Johansson – Trommer